# Bašići (Kakanj)
Bašići es un pueblo ubicado en la municipalidad de Kakanj, en el cantón de Zenica-Doboj, Bosnia y Herzegovina.

## Superficie
Posee una superficie de 0,59 kilómetros cuadrados.

## Demografía
Hasta 2013 la población era de 39 habitantes, con una densidad de población de 66,1 habitantes por kilómetro cuadrado.